# Elytrimitatrix pictipes
Elytrimitatrix pictipes är en skalbaggsart som först beskrevs av Bates 1885.  Elytrimitatrix pictipes ingår i släktet Elytrimitatrix och familjen långhorningar.
Artens utbredningsområde är:
- Guatemala.
- Honduras.

Inga underarter finns listade i Catalogue of Life.